# Cecchino della Beltway
Con cecchino della Beltway ci si riferisce all'autore (in seguito si scoprirà che gli autori erano due) di una serie di aggressioni con armi da fuoco, pianificate, coordinate e messe in atto nell'arco di tre settimane dell'ottobre 2002 in Maryland, Virginia e Washington. Dieci persone furono uccise e tre gravemente ferite in luoghi diversi e apparentemente privi di collegamento nell'area metropolitana di Washington e lungo la Interstate 95 in Virginia.
Dai dati inizialmente in possesso degli inquirenti prese subito piede l'ipotesi che l'aggressore, un singolo cecchino, inizialmente identificato come un uomo bianco con precedenti nell'esercito, si spostasse lungo la Interstate 495 (la Capital Beltway), probabilmente su un furgone o un camion di colore bianco.
Solo successivamente si apprese che l'escalation di violenze era stata perpetrata da una coppia: un uomo afroamericano, John Allen Muhammad, e un ragazzo, Lee Boyd Malvo, diciassettenne all'epoca dei fatti e originario della Giamaica. Essi si spostavano su una berlina di colore blu, una Chevrolet Caprice del 1990, e avevano presumibilmente avviato la serie di crimini già a febbraio 2002 con omicidi e rapine in Alabama, Arizona, California, Florida, Georgia, Louisiana, Texas e stato di Washington. Questi altri eventi criminosi sfociarono in sette vittime e svariati feriti, portando così il totale a diciassette morti e dieci feriti fra Alabama, Arizona, California, Florida, Georgia, Louisiana, Maryland, Texas, Virginia, stato di Washington e Washington D.C.
Nel settembre 2003 Muhammad fu condannato a morte, mentre un mese dopo Malvo fu condannato a sei ergastoli, senza possibilità di libertà condizionale. Il 10 novembre 2009 Muhammad fu giustiziato mediante iniezione letale nel Greensville correctional center, vicino a Jarratt, in Virginia.

## Storia
Il 16 febbraio 2002 Keenya Cook fu uccisa da un colpo d'arma da fuoco sulla soglia di casa sua a Tacoma, Washington.
A seguire furono registrate diverse altre vittime e ferimenti in altri Stati fra marzo e agosto 2002; nello specifico: il 1º agosto del 2002 John Gaeta stava cambiando uno pneumatico in una piazzola di sosta quando fu raggiunto da un colpo d'arma da fuoco al collo, esploso da Malvo. Il proiettile gli trapassò il collo e Gaeta si finse morto quando Malvo gli si accostò per sottrargli il portafoglio. Non appena i due rapinatori si diedero alla fuga Gaeta corse in una stazione di servizio dove scoprì di perdere sangue. Si recò quindi in un ospedale da cui venne dimesso un'ora dopo. Nel marzo del 2010 John Gaeta ricevette una lettera di scuse da Malvo.
Il mattino del 5 settembre 2002 Paul LaRuffa, cinquantacinquenne proprietario di una pizzeria, fu colpito da sei colpi sparati da breve distanza mentre stava chiudendo il suo locale. LaRuffa sopravvisse e il suo computer portatile fu rinvenuto nella macchina di John Allen Muhammad quando lui e Malvo furono arrestati.
Il 21 settembre del 2002, a mezzogiorno circa, Million Woldemariam, quarantuno anni, fu freddato da colpi alla testa e alla schiena con un fucile calibro 22 ad Atlanta, in Georgia. Woldemariam stava aiutando un commerciante a chiudere il suo negozio.
Diciannove ore dopo, lo stesso giorno, Claudine Parker, commessa in un negozio di liquori a Montgomery, Alabama, fu uccisa durante una rapina a mano armata. Una sua collega, Kellie Adams, rimase ferita ma si salvò. Le prove raccolte sulla scena del delitto portarono in seguito (come si vedrà) gli inquirenti a collegare l'evento con gli omicidi della Beltway e a identificare Muhammad e Malvo come i maggiori indiziati, anche se non fu possibile mettere in relazione i due crimini prima del 17 ottobre.
Il 23 settembre 2002 fu la volta di Hong Im Ballenger, 45 anni, colpita alla testa e uccisa da una cartuccia Bushmaster a Baton Rouge, Louisiana. Il delitto fu ricondotto alla coppia Muhammad-Malvo.

### Vittime
Elencate in ordine cronologico qui di seguito le vittime identificate che furono ferite o uccise prima che nascesse il caso del "cecchino della Beltway":
| Nome                 | Età | Status        | Data dell'aggressione | Luogo                   |
| -------------------- | --- | ------------- | --------------------- | ----------------------- |
| Keenya Cook          | 21  | Uccisa        | 16 febbraio 2002      | Tacoma, Washington      |
| Jerry Ray Taylor     | 60  | Ucciso        | 19 marzo 2002         | Tucson, Arizona         |
| Billy Gene Dillon    | 37  | Ucciso        | 27 maggio 2002        | Denton, Texas           |
| John Gaeta           | 52  | Sopravvissuto | 1º agosto 2002        | Hammond, Louisiana      |
| Paul LaRuffa         | 55  | Sopravvissuto | 5 settembre 2002      | Clinton, Maryland       |
| Rupinder Oberoi      | 22  | Sopravvissuto | 14 settembre 2002     | Silver Spring, Maryland |
| Muhammad Rashid      | 32  | Sopravvissuto | 15 settembre 2002     | Brandywine, Maryland    |
| Million Woldemariam  | 41  | Ucciso        | 21 settembre 2002     | Atlanta, Georgia        |
| Claudine Parker      | 52  | Uccisa        | 21 settembre 2002     | Montgomery, Alabama     |
| Kellie Adams         | 24  | Sopravvissuta | 21 settembre 2002     | Montgomery, Alabama     |
| Hong Im Ballenger    | 45  | Uccisa        | 23 settembre 2002     | Baton Rouge, Louisiana  |
| Wright Williams, Jr. | 55  | Sopravvissuto | 26 settembre 2002     | Baton Rouge (Louisiana) |

- NOTA: Questa lista non tiene conto di altre due vittime la cui identificazione non fu possibile. Si tratta di un uomo che fu ucciso durante una rapina a Los Angeles nel febbraio o marzo del 2002, e di un altro uomo, di 76 anni, originario dell'Arizona (Tucson), che fu colpito il 18 maggio 2002 su un campo da golf a Clearwater, in Florida, ma sopravvisse.[11]

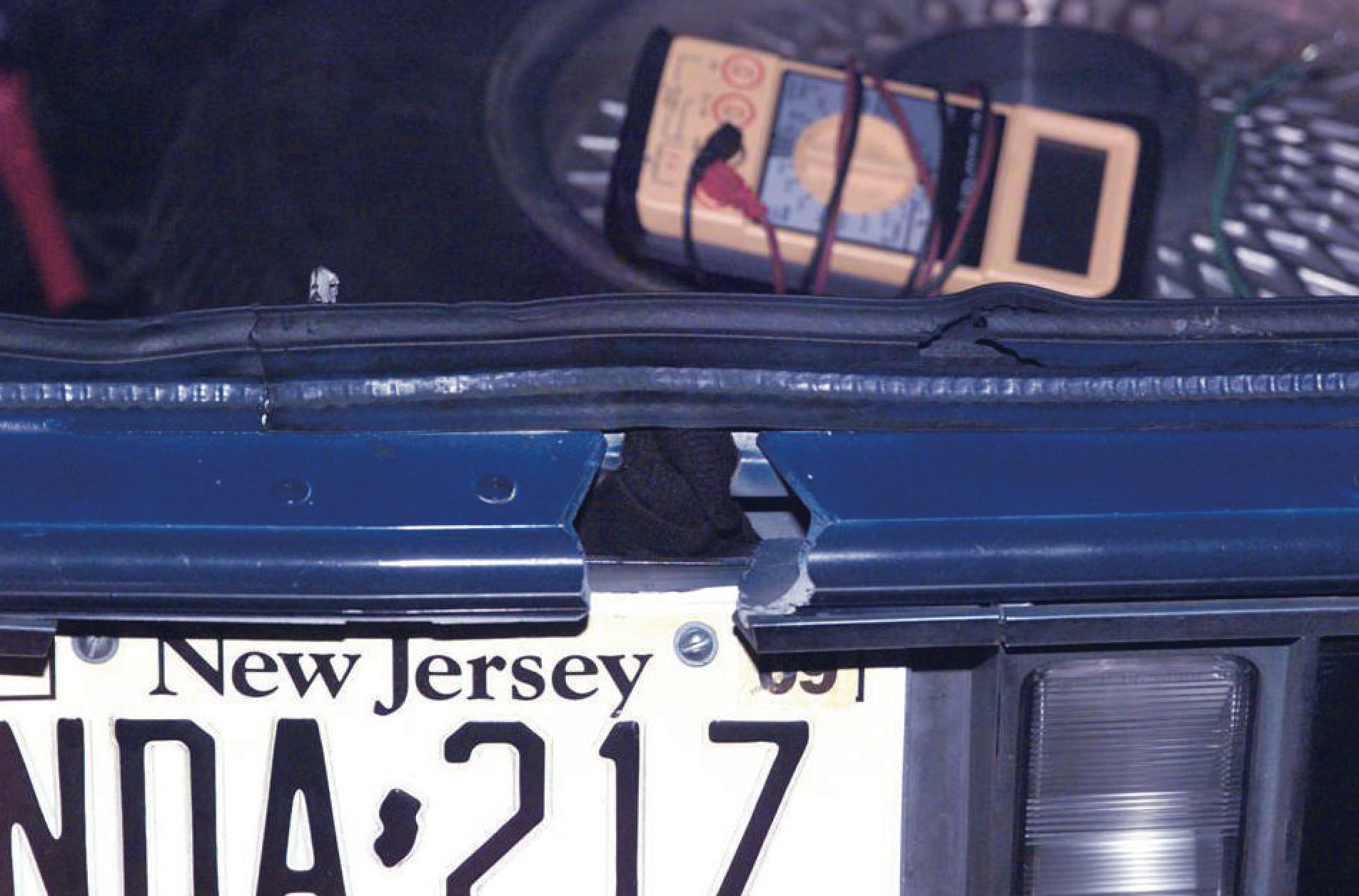
Buco ricavato nel retro del portabagagli sulla Chevrolet Caprice usata da Muhammad e Malvo, come bocca di fuoco da sfruttare durante le sparatorie. Questo espediente consentiva loro di rimanere nascosti e allontanarsi indisturbati dalla scena del delitto

### Contea di Montgomery, Maryland
Il 2 ottobre 2002, un colpo fu sparato attraverso la finestra di un negozio della catena Michaels craft store ad Aspen Hill, nel Maryland. Dal momento che non si registrarono feriti, non venne diramato alcun allarme.
Circa un'ora dopo, alle 18:30, James Martin, un cinquantacinquenne dipendente della National Oceanic and Atmospheric Administration, fu freddato al 2201 di Randolph Road nel parcheggio di un negozio di alimentari a Glenmont, Maryland.
La mattina del 3 ottobre, quattro persone furono colpite nell'arco di circa due ore, fra Aspen Hill e le zone circostanti, nella Contea di Montgomery, nel Maryland. Ci fu un'altra vittima la sera stessa, nel Distretto di Columbia, poco oltre il confine con Silver Springs, nel Maryland.
- Alle 07:41 James L. Buchanan, un giardiniere di trentanove anni conosciuto come "Sonny", fu freddato all'11411 di Rockville Pike vicino a Rockville. Buchanan fu ucciso mentre tagliava l'erba.
- Alle 08:12 Premkumar Walekar, tassista, 54 anni, fu ucciso ad Aspen Hill mentre faceva rifornimento al suo taxi.
- Alle 08:37 Sarah Ramos, 34 anni, babysitter, fu uccisa al 3701 di Rossmoor Boulevard al Leisure World Shopping Center di Norbeck, Maryland. Era appena scesa dal bus e sedeva su una panchina leggendo un libro.[14]
- Alle 09:58, in quello che doveva essere l'ultimo attentato della mattinata, perse la vita la venticinquenne Lori Ann Lewis-Rivera mentre puliva gli interni del suo Dodge Caravan presso una stazione di servizio all'incrocio fra Connecticut Avenue e Knowles Avenue a Kensington.
- I cecchini attesero fino alle 21:15 prima di uccidere di nuovo: Pascal Charlot, un falegname in pensione di 72 anni, fu colpito mentre camminava lungo la Georgia Avenue, a Washington D.C. Charlot morì meno di un'ora dopo.

In ognuno di questi casi, le vittime furono uccise da un solo colpo, sparato a distanza. Tuttavia non fu possibile tracciare il profilo dell'arma utilizzata fino alle uccisioni che si verificarono il 3 ottobre.
A mano a mano che trapelarono le notizie sugli omicidi, nelle aree circostanti il panico si diffuse rapidamente. Molti genitori si recarono a prendere i figli a scuola di persona, facendo loro evitare autobus o percorsi a piedi. Le scuole private sospesero le attività sportive all'aperto.

### Virginia e aree circostanti

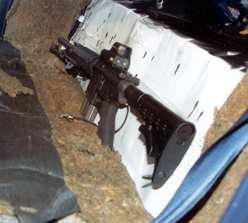
La carabina Bushmaster XM-15 utilizzata da Muhammad e Malvo durante i loro attacchi. Al momento della loro cattura era dotata di un mirino olografico, un treppiede e un caricatore STANAG 20 colpi.

Constatando le evidenti misure preventive adottate in seguito alle prime sparatorie, Malvo e Muhammad cominciarono ad allargare il raggio delle loro azioni e a lasciar trascorrere più tempo fra l'una e l'altra.
Il pomeriggio del 4 ottobre Caroline Seawell, una donna di 43 anni, venne ferita nel parcheggio di un centro commerciale nella Contea di Spotsylvania mentre caricava la spesa sul suo minivan.
Il 7 ottobre Iran Brown, un ragazzino di 13 anni, venne colpito all'addome mentre si recava a scuola: la Benjamin Tasker Middle School, al 4901 di Collington Road a Bowie. Sua zia, un'infermiera che lo aveva appena accompagnato, lo portò immediatamente al pronto soccorso. Nonostante le gravi ferite riportate, che includevano lesioni agli organi vitali, Brown sopravvisse all'agguato e poté testimoniare al processo contro i suoi aggressori.
In questa occasione, sulla scena del crimine gli inquirenti rinvennero un bossolo e la carta dei tarocchi che simboleggia la Morte. Sul fronte recava l'iscrizione "Chiamatemi Dio" e sul retro, una sull'altra, le tre frasi "Per te, Signor Polizia", "Codice: Chiamami Dio" e "Non rilasciare comunicati stampa".
Due giorni dopo, la sera del 9 ottobre, Dean Harold Meyers di 53 anni fu assassinato mentre faceva rifornimento alla sua auto, a una pompa di benzina al 7203 di Sudley Road nella Contea di Prince William.
E ancora, due giorni dopo, il mattino dell'11 ottobre la stessa sorte toccò a Kenneth Bridges, anch'egli di 53 anni, anch'egli mentre faceva rifornimento a una pompa di benzina, sulla Interstate 95 nella Contea di Spotsylvania.
Il 14 ottobre, alle 21:15, Linda Franklin, agente dell'FBI di 47 anni, residente nella Contea di Arlington, in Virginia, fu assassinata tra Arlington Boulevard e Patrick Henry Drive, all'uscita di un centro commerciale, mentre faceva spesa col marito.
Le indagini parvero a una svolta quando giunse una testimonianza poi rivelatasi inattendibile: la testimone si trovava infatti "all'interno" del centro commerciale al momento dell'omicidio e stava chiaramente mentendo. Fu successivamente incriminata per aver ostacolato le indagini.
Dopo un intervallo di cinque giorni, un uomo di trentasette anni, Jeffrey Hopper, fu colpito il 19 ottobre alle 20:00 in un parcheggio sulla State Route 54 ad Ashland, circa 90 miglia a sud di Washington.
Hopper sopravvisse. In un bosco nei pressi dell'aggressione, le autorità rinvennero una lettera di quattro pagine scritta dal cecchino.
Il 21 ottobre la polizia di Richmond fermò due uomini per accertamenti, uno dei quali sedeva in un furgone bianco, presso una pompa di benzina. I due si rivelarono immigrati privi di documenti, senza tuttavia alcun nesso con quello che ancora si credeva un cecchino solitario, così furono semplicemente "rinviati in custodia", in attesa di essere rimpatriati forzatamente.
Il giorno seguente, 22 ottobre, l'autista di autobus Conrad Johnson fu freddato all'alba, sul suo bus, ad Aspen Hill, nel Maryland. In quell'occasione il capo della polizia Charles Moose, responsabile delle indagini, rivelò una parte dei comunicati di uno degli attentatori in cui si leggeva, fra l'altro: "I vostri bambini non sono al sicuro, da nessuna parte, mai".
Il 23 ottobre, nonostante non si verificassero uccisioni, fu una giornata significativa per due motivi: innanzitutto i rilevamenti balistici confermarono che Johnson era la decima vittima del "cecchino della Beltway"; inoltre alcuni agenti di polizia, mentre setacciavano un campo col metal detector a Tacoma (Washington) in cerca di bossoli, trovarono e misero a reperto un ceppo di legno ritenuto un bersaglio da esercitazione presumibilmente usato dal cecchino.

### Vittime
In ordine cronologico le vittime del "Cecchino della Bentway".
| Nome                  | Età | Status        | Data dell'aggressione | Luogo                    |
| --------------------- | --- | ------------- | --------------------- | ------------------------ |
| James Martin          | 55  | Ucciso        | 2 ottobre 2002        | Wheaton, Maryland        |
| James Buchanan        | 39  | Ucciso        | 3 ottobre 2002        | Rockville, Maryland      |
| Premkumar Walekar     | 54  | Ucciso        | 3 ottobre 2002        | Aspen Hill, Maryland     |
| Sarah Ramos           | 34  | Uccisa        | 3 ottobre 2002        | Silver Spring, Maryland  |
| Lori Ann Lewis-Rivera | 25  | Uccisa        | 3 ottobre, 2002       | Kensington, Maryland     |
| Pascal Charlot        | 72  | Ucciso        | 3 ottobre 2002        | Washington               |
| Caroline Seawell      | 43  | Sopravvissuta | 4 ottobre 2002        | Fredericksburg, Virginia |
| Iran Brown            | 13  | Sopravvissuto | 7 ottobre 2002        | Bowie, Maryland          |
| Dean Harold Meyers    | 53  | Ucciso        | 9 ottobre 2002        | Manassas, Virginia       |
| Kenneth Bridges       | 53  | Ucciso        | 11 ottobre 2002       | Fredericksburg, Virginia |
| Linda Franklin        | 47  | Uccisa        | 14 ottobre 2002       | Falls Church, Virginia   |
| Jeffrey Hopper        | 37  | Sopravvissuto | 19 ottobre 2002       | Ashland, Virginia        |
| Conrad Johnson        | 35  | Ucciso        | 22 ottobre 2002       | Aspen Hill, Maryland     |

### Reazioni pubbliche
Durante il periodo degli attacchi verificatisi nell'area di Washington DC, tv e giornali americani esercitarono un'enorme copertura mediatica su ogni nuova aggressione. Dalla metà di ottobre 2002, ogni canale a copertura nazionale assicurava una diretta con continui aggiornamenti sugli sviluppi di ogni nuovo omicidio, con collegamenti che duravano anche ore. Il programma della Fox America's most wanted dedicò un'intera puntata al caso, anche nella speranza di contribuire alla cattura del killer.
A occuparsi del caso per il New York Times fu Jayson Blair, anche se successivamente si scoprì che gran parte delle notizie da lui pubblicate erano inventate di sana pianta; lo scandalo che ne seguì portò i due redattori di punta del giornale, Howell Raines e Gerald Boyd, a optare per le dimissioni.
Durante le settimane degli omicidi, la paura conseguente all'apparente casualità nella scelta delle vittime ebbe un forte impatto sull'opinione pubblica e si tradusse in un'ansia generalizzata e palpabile, soprattutto - ovviamente - in certe situazioni come il fermarsi per far rifornimento alle pompe di benzina o per le soste nei parcheggi. Si diffuse la precauzione di camminare attorno alla propria auto per costituire un bersaglio più difficile in caso di aggressione durante i rifornimenti. Alcune stazioni si dotarono di teloni per nascondere i clienti alla vista di eventuali cecchini e farli sentire maggiormente al sicuro. Molte persone preferirono fare rifornimento alla Walter Reed National Military Medical Center, una base navale dislocata a Bethesda, nel Maryland, ritenendo - a ragione - più sicura l'area all'interno del recinto sorvegliato.
Naturalmente le misure di sicurezza vennero estese anche ai palazzi governativi come la Casa Bianca, il Campidoglio e il Palazzo della Corte Suprema, oltre che alle attrazioni turistiche presso il National Mall a Washington.
Per tutta la durata degli attacchi, i membri del Senato furono muniti di una scorta armata che li accompagnava nei tragitti fra il Campidoglio e la loro residenza al Daniel Webster Senate Page Residence, da cui non potevano allontanarsi se non per lavoro.
Chiunque conducesse un furgone bianco era guardato con sospetto dagli altri automobilisti, giacché inizialmente i media avevano diffuso la notizia che gli indizi convergevano su quel tipo di veicolo.
In seguito alla diffusione di una minaccia esplicitamente rivolta ai bambini, molti gruppi scolastici sospesero le gite e le attività sportive all'aperto. Al culmine del panico, alcune scuole chiusero addirittura i battenti.
Altre si limitarono a modificare le procedure normalmente adottate, in modo da consentire ai genitori di recuperare i figli esponendoli il meno possibile a un'attesa fuori dall'edificio.
Agenti di polizia vennero mandati a pattugliare le scuole.
Per dare un'idea del livello di panico raggiunto basti pensare che siccome - alla luce degli eventi di cronaca - il film In linea con l'assassino di Joel Schumacher rischiava di apparire traumatico o troppo impressionante, e perciò al fine di evitare un flop al botteghino l'uscita fu posticipata per mesi.

### Indagini

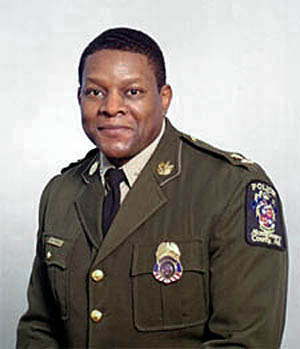
Charles Moose, Capo del Dipartimento di Polizia della Contea di Montgomery.

Delle indagini si occupava il Dipartimento di Polizia della Contea di Montgomery, coordinato da Charles Moose. Inoltre, il Bureau of Alcohol, Tobacco, Firearms and Explosives (ATF), l'FBI, la CIA e il Virginia Department of Transportation, nonché i dipartimenti di polizia dislocati nelle giurisdizioni dove le sparatorie ebbero luogo, prestarono il loro contributo alle indagini.
La risposta della polizia agli attacchi durante le tre settimane fu sempre molto rapida e accurata: delimitarono strade e autostrade nelle vicinanze e ispezionarono tutti gli automobilisti, convogliando il traffico in posti di blocco predisposti anche per ore. Gli agenti setacciarono ogni volta la zona del crimine, parlando con la gente del luogo in cerca di testimonianze, raccogliendo e visionando i nastri delle telecamere di sorveglianza.
La notte del 4 ottobre, la polizia scientifica era già in grado di confermare che i due colpi esplosi il 2 ottobre e i cinque esplosi il 3 provenivano dalla stessa arma.
Le testimonianze raccolte sugli attacchi erano perlopiù confuse e lacunose. Le linee telefoniche e la casella di posta elettronica allestite per le indagini vennero intasate di segnalazioni.
Le prime segnalazioni parlavano di un camion bianco con scritte scure sulle fiancate, che sgommava via da un centro commerciale con due uomini a bordo.
La polizia del Maryland cominciò a setacciare lo Stato fermando e controllando camion e furgoni bianchi. Una macchina grigia fu vista allontanarsi a gran velocità a Spotsylvania dopo le sparatorie del 4 ottobre.
L'attentatore tentò di coinvolgere la polizia in una sorta di dialogo spingendo Moose a consegnare ai media criptici messaggi rivolti al ricercato.
Oltre alla già menzionata carta dei tarocchi (il cui contenuto trapelò alla stampa e alcuni mezzi di informazione distorsero più o meno consapevolmente il significato delle frasi apposte su di essa), sulle successive scene del delitto gli inquirenti iniziarono a rinvenire lunghe lettere scritte a mano su fogli di carta accuratamente infilati dentro buste di plastica, compreso un delirante messaggio in cui l'attentatore esigeva un riscatto di dieci milioni di dollari ed estendeva esplicite minacce ai bambini della zona.
Una chiamata fatta dal cecchino da una cabina pubblica venne localizzata come proveniente da una stazione di servizio nella Contea di Henry in Virginia. Gli agenti mandati sul posto mancarono l'attentatore per pochi minuti, anche perché inizialmente trattennero gli occupanti di un furgone fermi a un altro telefono pubblico allo stesso incrocio, poi dimostratisi estranei ai fatti. Nella telefonata, il cecchino si vantava della propria astuzia, citando anche un (suo) precedente omicidio irrisolto in una non meglio specificata città di Montgomery (negli USA esistono diciassette città con quel nome). Questo omicidio fu infine identificato come quello occorso il 21 settembre durante la citata sparatoria nel negozio di alcolici a Montgomery in Alabama.
Il 17 ottobre le autorità confermarono che le impronte digitali raccolte nel negozio di alcolici combaciavano con quelle ritrovate sulla scena dell'agguato a Benjamin Tasker.

### Difficoltà nelle indagini
Nonostante l'apparente mancanza di progressi (almeno ufficialmente), le autorità federali stavano in realtà facendo significativi passi avanti nelle indagini e conseguirono importanti risultati negli Stati di Washington, Alabama e New Jersey.
Appresero che la ex moglie di Muhammad, che aveva ottenuto un ordine restrittivo nei suoi confronti, viveva presso la Capital Beltway a Clinton, nel Maryland, in un quartiere di periferia della Contea di Prince George. Dopo ulteriori ricerche sul passato di Malvo si accertò che aveva stretto legami con John Allen Muhammad.
Si raccolsero altresì informazioni su un'auto che Muhammad aveva comprato nel New Jersey: una Chevrolet Caprice blu scuro. Si scoprì pure che, paradossalmente, la targa emessa per la Chevrolet Caprice di Muhammad era stata controllata più volte dalle pattuglie allertate e disposte accanto ai luoghi degli agguati occorsi nelle varie giurisdizioni dei diversi Stati, ma la macchina non venne mai fermata perché le reti informatiche a disposizione degli agenti di polizia non segnalavano alcun possibile collegamento fra quella targa e gli omicidi dal momento che i dati si concentravano esclusivamente sul famoso furgone bianco.
Il 3 ottobre 2002 agenti della polizia di Washington fermarono la Caprice per infrazioni del codice stradale di lieve entità due ore prima dell'agguato a Pascal Charlot, dopo il quale testimoni oculari dichiararono di aver notato proprio una Caprice accanto alla scena del crimine.
L'8 ottobre, cinque giorni dopo, la polizia di Baltimora eseguì degli accertamenti su una Chevrolet Caprice blu scuro, su cui dormiva una persona, parcheggiata lungo la Jones Falls Expressway di Baltimora.
Gli agenti furono insospettiti dal fatto che la patente risultava rilasciata nello Stato di Washington, mentre la targa del veicolo era del New Jersey. Nonostante il fatto apparisse sufficientemente sospetto per approfondire gli accertamenti e nonostante in effetti il veicolo corrispondesse alla descrizione di quello collegato agli agguati verificatisi cinque giorni prima a Washington, gli agenti non ritennero il caso di rivolgere al conducente domande circostanziate, né di esaminare il veicolo più nel dettaglio.
Le autorità si affrettarono ad emettere un comunicato stampa in cui specificavano di essere in cerca di una berlina blu modello Chevrolet Caprice. Per l'opinione pubblica e per le forze dell'ordine di tutta l'area coinvolta, questo costituì un progresso significativo rispetto a un fantomatico furgone bianco ricercato sulla base di vaghi avvistamenti. Curiosamente, in seguito si scoprì che la Chevrolet Caprice di Muhammad era stata in passato utilizzata come macchina della polizia sotto copertura.

### Arresto

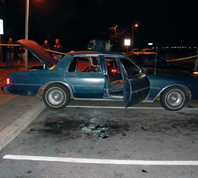
La Chevrolet Caprice blu del 1990, utilizzata da Muhammad e Malvo, presso l'area di sosta dove sono stati catturati. I frammenti di vetro sul terreno sono il risultato dello sfondamento dei finestrini della vettura durante la cattura.

Il caso giunse alla svolta definitiva il 24 ottobre del 2002, quando Muhammad e Malvo furono sorpresi a dormire nella Chevrolet in una piazzola di sosta lungo la Interstate 70 presso Myersville, nel Maryland, e immediatamente tratti in arresto per crimini federali legati all'uso e al possesso di armi. La polizia fu avvertita da Whitney Donahue, che aveva notato l'auto parcheggiata con i due uomini all'interno.
Quattro ore prima, Charles Moose aveva inoltrato questo messaggio al cecchino: "Ci hai fatto capire che vuoi che facciamo e diciamo certe cose. Ci hai chiesto di dire, 'Abbiamo preso il cecchino come un'anatra in un cappio'. Ci rendiamo conto che sentirci dire questo ha molta importanza, per te". Moose chiese ai media di ripetere il messaggio parola per parola e spesso. Questo misterioso riferimento, presumibilmente a una favola cherokee, non è mai stato spiegato.
Il poliziotto scelto D. Wayne Smith della Polizia del Maryland fu il primo ad arrivare sulla scena e subito utilizzò la sua auto della polizia (azzurra e senza insegne) per tagliare la via di fuga, posizionando l'auto di traverso fra due autoarticolati parcheggiati. A mano a mano che altri agenti arrivavano sul luogo l'area di sosta venne efficacemente isolata, bloccando sia le rampe di accesso che di uscita, senza che i sospettati potessero accorgersi della sempre più massiccia presenza di agenti della polizia. Poco dopo, quando l'autista di camion Ron Lantz si avviò per uscire dall'area di sosta, gli agenti requisirono il suo autoarticolato che utilizzarono al posto delle auto della polizia per completare il blocco all'uscita. Con la via di fuga definitivamente chiusa, gli agenti poterono finalmente procedere all'arresto dei sospettati.
In una borsa nella macchina di Muhammad vennero rinvenuti un fucile Bushmaster calibro 22 e un treppiede. Test balistici in seguito appurarono definitivamente che quella era l'arma usata in almeno undici dei dodici agguati, compreso quello che non causò feriti.

### Fine delle indagini

#### Strategia e strumentazione
Gli attacchi venivano condotti con il Bushmaster trovato nell'auto: un XM-15 (AR-15 style) semiautomatico calibro 22 (che risultò rubato), equipaggiato con mirino olografico, particolarmente efficace a distanze comprese tra i 45 e i 90 metri.
Il sedile posteriore era stato modificato per permettere ad una persona di accedere al baule dall'interno. Una volta dentro, il cecchino poteva giacere prono e sparare comodamente i colpi da un piccolo foro vicino alla targa aperto appositamente.

#### Movente
Le testimonianze degli inquirenti e le prove raccolte nei dibattimenti preliminari al processo lasciavano supporre che Muhammad avesse intenzione di uccidere la sua ex-moglie Mildred, che lo aveva allontanato dai figli.
Prendendo per buona questa teoria, le altre sparatorie sarebbero state perpetrate per coprire il vero movente del delitto, poiché Muhammad riteneva (forse non a torto) che la polizia non avrebbe concentrato i suoi sospetti su un ex marito ormai allontanato dalla moglie se questa sembrava semplicemente la vittima casuale di un serial killer.
Fu accertato che effettivamente durante il periodo degli attacchi Muhammad aveva bazzicato il quartiere dove la donna viveva, e alcune aggressioni si erano svolte proprio nelle immediate vicinanze. Inoltre, Muhammad aveva precedentemente rivolto esplicite minacce contro di lei. Mildred stessa confermò di essere lei l'obiettivo designato.
Tuttavia, il giudice LeRoy Millette Jr. non consentì al pubblico ministero di sostenere questa teoria in fase processuale, asserendo che non era possibile stabilire una connessione certa fra gli agguati e la premeditazione di uccidere la moglie.
Durante la detenzione, Malvo scrisse una serie di squinternate invettive circa quella che definiva una "jihād" contro gli USA. "Sono stato perseguitato per la mia missione. Allah sa quanto dovrò soffrire" scrisse. Dal momento che nei suoi sproloqui e disegni non comparivano solo figure come Osama bin Laden e Saddam Hussein, ma anche personaggi della serie di film Matrix, queste sue considerazioni vennero respinte come irrilevanti. Alcuni inquirenti che si occuparono del caso dichiararono che Muhammad e Malvo erano mossi da tutto tranne che da legami terroristici o ideologie politiche.
È pur vero che in almeno uno dei processi per omicidio che ne derivarono, una Corte dello Stato della Virginia dichiarò Muhammad colpevole per aver ucciso "in forza di una direttiva o di un ordine" di matrice terroristica.
Una serie di reperti esibiti in sede processuale suggerirebbe che Malvo e Muhammad erano motivati da una certa affinità con la Jihād islamica.
- Reperto 65-006: Una foto di Malvo nel mirino di una pistola mentre urla "ALLAH AKBAR!". La parola "SALAAM" scarabocchiata verticalmente. Una citazione dalla canzone Natural Mystic di Bob Marley: "Many more will have to suffer. Many more will have to die. Don't ask me why"
- Reperto 65-016: Un ritratto di Saddam Hussein con le parole "Inshallah" e "Il Protettore" circondato da missili con le scritte "chem" e "nuk"
- Reperto 65-043: Una foto di Malvo e Muhammad recante la scritta "Li uccideremo tutti. Jihād."
- Reperto 65-056: Un autoritratto di Malvo in posa da cecchino, sdraiato in attesa, con un proiettile e la scritta "JIHAD" in stampato.
- Reperto 65-067: Il disegno di un kamikaze con la scritta "Hamas" mentre entra in un McDonald's. In un altro disegno le Torri Gemelle vanno a fuoco, con la scritta "85 per cento di probabilità che i sionisti abbiano fatto questo" e altri scarabocchi: "ALLAH AKBAR," "JIHAD," e "l'Islam esploderà."
- Reperto 65-103: Il disegno di un leone illustra e cita un capitolo e un verso del Corano (Sūra 2:190): "Combattete nel nome di Allah coloro che vi combattono e massacrateli ovunque li troviate"
- Reperto 65-109: Una foto di Osama bin Laden con la didascalia "Servo di Allah"
- Reperto 65-117: Un disegno della Casa Bianca vista attraverso un mirino e circondata da missili con un avvertimento: "L'11 settembre vi sembrerà un picnic", e anche "Morirete dissanguati un poco alla volta"
- Reperto 65-101: Il pensiero del giorno di Malvo: "L'Islam è la sola guida. La via della pace"

Al processo a Muhammad, nel 2006, Malvo dichiarò che l'obbiettivo della follia omicida era rapire bambini al fine di estorcere denaro al Governo e "istituire una base per istruire i bambini su come terrorizzare le città" e infine "spegnere tutto" negli Stati Uniti.

### Conseguenze

#### Procedimenti penali

##### Processi in Virginia
Prima del processo, Charles Moose si lanciò in un tour promozionale del suo libro su come aveva condotto le investigazioni, comprese apparizioni al Dateline NBC, The Today Show, e al The Tonight Show.
Non mancarono le polemiche: per tutta risposta James Willett, Procuratore della Contea di Prince William in Virginia, dichiarò al Washington Post: "Personalmente, non capisco perché qualcuno che è stato nelle forze di Polizia per tutta la vita debba mettere a repentaglio il nostro lavoro o influenzare un pool di giurati in questo modo".
Visto il pesante clima che circondava il processo, le richieste per un cambio di sede avanzate dagli avvocati furono concesse (per quello che in Italia è denominato "Legittimo sospetto"), e le prime udienze si tennero nelle città indipendenti di Chesapeake e Virginia Beach nel sud-est della Virginia, più di 160 chilometri dal presunto attacco più vicino (ad Ashland, in Virginia).
Nel corso delle udienze che si tennero nell'autunno del 2003, che coinvolsero anche due delle vittime in Virginia, Muhammad e Malvo furono riconosciuti colpevoli di omicidio e altre imputazioni riguardo al possesso di armi.
La giuria del caso Muhammad propose la pena di morte, mentre la giuria di Malvo optò per una sentenza di carcere a vita senza benefici o sconti di pena, rinunciando alla pena di morte in virtù della sua minore età all'epoca dei fatti. I giudici concordarono con entrambe le scelte
Le autorità dell'Alabama incaricate dell'applicazione della legge, sottolinearono come i cecchini avessero già intrapreso una serie di attacchi precedenti al 2 ottobre (e fino ad allora non collegati alla coppia di criminali), a Montgomery, in Alabama. Altre imputazioni pendevano su di loro in Maryland e altre località della Virginia.
Dopo i primi verdetti e le condanne, Will Jarvis, Pubblico Ministero per la Contea di Prince William, dichiarò che avrebbe aspettato a decidere se proporre Malvo per la pena capitale fino a quando la Corte Suprema degli Stati Uniti non avesse stabilito se i minori possono essere soggetti alla pena di morte. Mentre tale decisione era ancora in corso presso la Corte Suprema in un caso non collegato agli omicidi della Bentway, nell'ottobre 2004, nell'ambito di un patteggiamento Malvo si dichiarò colpevole in un altro caso nella Contea di Spotsylvania che lo vedeva in attesa di processo per omicidio, per evitare una possibile condanna alla pena di morte, e accettò altresì la condanna all'ergastolo senza condizionale. Malvo doveva affrontare anche un processo nella Contea di Prince William.
Nel marzo 2005, la Corte Suprema stabilì nel caso Roper contro Simmons che l'Ottavo Emendamento vieta l'esecuzione per crimini commessi prima del conseguimento della maggiore età. Alla luce di questa decisione, i Pubblici Ministeri decisero di non portare avanti le accuse contro Malvo.
I Pubblici Ministeri in Maryland, Louisiana e Alabama erano ancora interessati a mettere sia Malvo che Muhammad sotto processo. Dal momento che Malvo aveva 17 anni all'epoca degli omicidi, non sarebbe andato incontro alla pena di morte, ma poteva comunque essere estradato in Alabama, Louisiana, e altri stati per venire processato: al momento della sentenza Roper contro Simmons, Malvo aveva infatti 20 anni ed era recluso in Virginia nel carcere di massima sicurezza Red Onion State Prison nella Contea di Pound Wise.

"Muhammad, con il suo complice, Malvo, ha scelto a caso vittime innocenti" scrisse il giudice della Corte Suprema della Virginia Donald Lemons nelle motivazioni della sua sentenza "Con calcolo, accurata pianificazione, premeditazione e assoluto disprezzo per la vita, Muhammad ha portato avanti il suo crudele intento di seminare il terrore"

La pena di morte per Muhammad fu confermata dalla Corte Suprema della Virginia il 22 aprile 2005, quando stabilì che poteva essere condannato a morte in quanto l'azione omicida era da intendersi come parte di un disegno terroristico. Questa argomentazione si basava sulla citata nota manoscritta in cui Muhammad chiedeva un riscatto di dieci milioni di dollari per sospendere le uccisioni. La Corte respinse altresì un ricorso degli avvocati della difesa i quali obiettarono che non fu Muhammad a premere il grilletto negli omicidi imputati a lui e Malvo.
Il 16 settembre il giudice circoscrizionale Mary Grace O'Brien fissò la data di esecuzione mediante iniezione letale per il 10 novembre 2009. Gli avvocati presentarono un'istanza alla Corte Suprema degli Stati Uniti affinché rimandasse l'esecuzione, ma fu respinta. Si appellarono dunque alla clemenza dell'attuale Governatore della Virginia Tim Kaine, senza esito. L'esecuzione ebbe luogo poco dopo le 21.00 del 10 novembre, e Muhammad fu dichiarato morto alle 21:11.

##### Processi nel Maryland
Nel maggio 2005, Virginia e Maryland annunciarono di aver raggiunto un accordo per consentire al Maryland di procedere e perseguire le accuse anche là dove si era verificato il maggior numero di agguati.
La stampa diffuse la notizia che Malvo e il suo legale erano disposti a negoziare la sua collaborazione e che non avrebbero presentato un ricorso contro l'estradizione.
I legali di Muhammad per parte loro si opposero invece al provvedimento di estradizione, ma il loro ricorso fu respinto da un giudice della Virginia nell'agosto 2005.
Lo Stato del Maryland acconsentì a riconsegnare Muhammad e Malvo di nuovo al Commonwealth della Virginia al termine dei processi. La data per l'esecuzione di Muhammad in Virginia era stata fissata per il 10 novembre 2009. Malvo si dichiarò colpevole di sei omicidi ed estese la sua confessione ad altri omicidi avvenuti in altri Stati mentre veniva intervistato in Maryland (confessione che riconfermò anche in fase processuale). Fu condannato a sei ergastoli senza possibilità di libertà condizionale.
Il 30 maggio 2006 una giuria del Maryland trovò John Allen Muhammad colpevole di sei capi di imputazione per omicidio nel Maryland, in virtù dei quali fu condannato a sei ergastoli senza possibilità di libertà condizionale.
Il 6 maggio 2008 venne diffusa la notizia che Muhammad aveva chiesto ai Pubblici ministeri in una lettera di aiutarlo a porre fine agli appelli in corso contro la sua condanna alla pena di morte "in modo che possiate assassinare questo innocente uomo nero".
In un ricorso presentato dai suoi avvocati nell'aprile 2008 era inclusa la documentazione che certificava un danno cerebrale del loro assistito tale da poterne compromettere la capacità di prendere decisioni con effetto legale, e si asseriva che non c'erano gli estremi per concedergli la possibilità di rappresentarsi da solo al suo processo in Virginia.

##### La testimonianza di Malvo
Nel processo a John Allen Muhammad nel maggio 2006 nella Contea di Montgomery (Maryland), Lee Boyd Malvo prese la parola per fornire una versione più dettagliata dei piani della coppia. Malvo sostenne di aver mentito al precedente processo in Virginia dove aveva confessato di essere stato l'esecutore materiale degli omicidi, e di averlo fatto al fine di proteggere Muhammad da una potenziale condanna a morte, pena più difficilmente comminabile a un minore. Malvo aggiunse che era sua intenzione fare quel poco che poteva per le famiglie delle vittime raccontando l'intera verità. Nei suoi due giorni di testimonianza, Malvo delineò nel dettaglio le dinamiche dei singoli agguati.
Parte della sua testimonianza riguardava il piano elaborato da Muhammad. Esso consisteva di tre fasi da attuarsi a Washington e Baltimora.
La prima fase consisteva nello studiare e mappare meticolosamente la zona, provando i percorsi e le posizioni intorno all'area di Washington. In questo modo dopo ogni sparatoria sarebbero stati in grado di lasciare rapidamente il luogo lungo un percorso predeterminato, e passare alla postazione successiva. L'obiettivo di Muhammad era di uccidere sei persone (bianche) al giorno per trenta giorni. Malvo spiegò come la prima fase non andò come previsto a causa del traffico intenso, che disturbava la visuale negli appostamenti e intasava le vie di fuga.
La fase due prevedeva che si trasferissero a Baltimora. Malvo spiegò che questa fase fu vicino alla messa in pratica, ma che non fu portata a termine. Avrebbero dovuto cominciare uccidendo una donna incinta, sparandole nel ventre. Il passo successivo sarebbe stato quello di sparare e uccidere un agente di polizia. Poi, al funerale di questi, far esplodere ordigni artigianali al fine di uccidere un gran numero di poliziotti, dal momento che -presumibilmente- molti agenti si sarebbero recati al funerale di un collega.
L'ultima fase doveva avvenire durante o subito dopo la fase due, e consisteva nell'estorcere diversi milioni di dollari al governo degli Stati Uniti. Questo denaro sarebbe poi stato utilizzato per finanziare un piano più ampio: recarsi a nord, nel Canada e, lungo il tragitto, fermarsi negli YMCA e negli orfanotrofi, reclutare ragazzi sbandati, senza genitori o affidatari. Muhammad contava di poter diventare per loro come un padre, come aveva fatto con Malvo.
Una volta reclutato un gran numero di ragazzi e concluso il viaggio verso il Canada, avrebbe cominciato la loro "formazione". Malvo descrisse come Muhammad intendesse istruire i ragazzi all'uso delle armi e alle tecniche di mimetizzazione come aveva fatto con lui. Infine, dopo l'addestramento, li avrebbe spediti in missione in giro per gli Stati Uniti a concepire fucilazioni di massa in molte altre città, proprio come aveva fatto lui a Washington e Baltimora. Questi attacchi sarebbero stati coordinati e mirati a gettare il Paese nel caos come in seguito agli eventi dell'11 settembre.

#### Azioni civili
Secondo il Seattle Times, in un articolo del 20 aprile 2003, Muhammad aveva affinato la sua abilità nel tiro al Bullseye firing range. Il giornale riportò anche che Malvo aveva detto agli investigatori di aver rubato la sua carabina da quarantacinque pollici proprio in quel locale "teoricamente sicuro".
Secondo i funzionari del Bureau of Alcohol, Tobacco, Firearms, and Explosives (ATF), il negozio e i suoi proprietari avevano una lunga storia di violazioni riguardo alla vendita e registrazione di armi, che occupava un fascicolo di 283 pagine.
L'ATF revocò il porto d'armi a Brian Borgelt, un ex sergente dei Rangers, nonché proprietario della Bull's Eye Shooter Supply.
Ma più tardi, quello stesso mese, egli semplicemente reintestò la proprietà del negozio a un prestanome suo amico e continuò a possedere l'edificio e a gestire la galleria di tiro adiacente come prima.
Il 16 gennaio 2003 l'ufficio legale del Brady Center to Prevent Gun Violence, a nome delle famiglie di molte delle vittime del "Cecchino della Bentway" che furono uccise dentro e fuori della zona di Washington (compresa Hong Im Ballenger, "Sonny" Buchanan, Jr., Linda Franklin, Conrad Johnson, Sarah Ramos, e James L. Premkumar Walekar) così come due vittime che sopravvissero alla sparatoria (Rupinder "Benny" Oberoi e Iran Brown) presentò una querela contro la Eye Shooter Supply Bull e la Bushmaster Firearms, Inc. di Windham, Maine, il distributore e produttore di armi che costruì il fucile utilizzato nell'ondata di criminalità, così come querelò anche Borgelt, Muhammad e Malvo. In effetti, oltretutto, Muhammad, che aveva precedenti penali per violenze domestiche, e Malvo, minorenne, non potevano detenere legalmente armi da fuoco.
La causa appurò che la Bull's Eye Shooter Supply gestì il suo negozio di armi a Tacoma "con una tale negligenza che decine di pistole scomparvero da quel punto vendita, e registrava le vendite in maniera così scadente da non essere stato in grado di rendere conto del fucile venduto ai cecchini quando interpellato dagli agenti federali".
Si affermò anche che il concessionario non sarebbe stato in grado di presentare la documentazione di centinaia di armi ricevute dai fabbricanti negli anni immediatamente precedenti i massacri della Beltway.
Si sottolineò inoltre come la Bull's Eye avesse continuato a vendere pistole allo stesso, irresponsabile modo anche dopo che Muhammad e Malvo erano stati catturati.
La Bushmaster fu inclusa nel procedimento perché avrebbe continuato a vendere armi alla Bull's Eye come fornitore nonostante la consapevolezza delle violazioni di questa sulla registrazione delle vendite.
L'udienza fu fissata per aprile 2005 ma le parti giunsero a un accordo: Bushmaster dichiarò di accettare un compromesso a causa delle crescenti spese legali.
Il patteggiamento si concluse per un esborso di 2 milioni di dollari per la Bull's eye e 500.000 dollari per Bushmaster, che si impegnò anche a istruire i suoi dipendenti sulla sicurezza nelle pratiche commerciali.
Dopo che fu annunciato l'accordo, radio WTOP (a Washington) riportò la notizia che Sonia Wills, madre della vittima Conrad Johnson, aveva dichiarato che la sua famiglia prendeva parte alla causa più per inviare un messaggio che per raccogliere denaro."Io penso che ci sia un messaggio in tutto questo, ed è che si dovrebbe essere responsabili e colpevoli delle azioni di persone irresponsabili quando si costruiscono pistole e gliele si mette in mano".

#### Esecuzione di John Allen Muhammad
Nei giorni che precedettero la sua esecuzione, John Allen Muhammad trascorse il tempo con il suo avvocato che lavorava su un estremo appello alla Corte Suprema. Pare che i due fossero diventati amici intimi, e che Muhammad abbia detto al suo avvocato "Ti amo, fratello", concedendogli il permesso di scrivere un libro sul processo.
John Allen Muhammad fu giustiziato mediante iniezione letale al Greensville Correctional Center a Jarratt, Virginia, il 10 novembre 2009.
La procedura cominciò alle 21:06, e Muhammad fu dichiarato morto cinque minuti dopo.
Quando gli fu chiesto se avesse qualche ultima dichiarazione da fare, Muhammad non rispose nulla.
Alla sua esecuzione assistettero ventisette persone, inclusi alcuni membri delle famiglie delle vittime
Un memoriale alle vittime si trova ai Brookside Gardens a Wheaton, nel Maryland.

## Nella cultura di massa
- Nel 2003 il canale USA Network trasmise D.C. Sniper: 23 Days of Fear, un film TV basato sugli eventi riportati.
- Sempre nel 2003 Charles Moose pubblicò il libro Three Weeks in October sulle indagini che egli stesso condusse.
- Durante l'autunno del 2007 Black Entertainment Television mandò in onda un documentario sul Cecchino della Bentway per la serie American Gangster.
- Nel giugno del 2008 Barbara Kopple pubblicò il suo documentario The D.C. Sniper's Wife, che raccontava la storia dal punto di vista di Mildred Muhammad, moglie di John Allen Muhammad. Mildred partecipò al Larry King Live della CNN il 9 novembre, giorno precedente all'esecuzione del marito.
- Un episodio del programma Serial..., incentrato sui serial killer, si interessò del caso.
- Il film D.C. Sniper di Ulli Lommel si basa sugli attacchi.
- Il 3 gennaio 2011 l'attore canadese William Shatner parlò a lungo con tre sopravvissuti: Paul LaRuffa, Kellie Adams e Caroline Seawell alla trasmissione Aftermath with William Shatner di The Biography Channel.
- Il libro The Diary of the D.C. Sniper fu scritto da Lee Boyd Malvo e Anthony Meoli. Descrive gli specifici eventi nella vita di Malvo che lo portarono a diventare uno dei due assassini della Beltway.
- Il film Blue Caprice è basato sugli attacchi.